# Paus Stefanus (II)
Stefanus (II) (Rome, 714/715 - aldaar, 25 of 26 maart 752) stierf in de periode tussen zijn verkiezing tot paus, 23 maart 752, en zijn inauguratie, 25 maart.
Sinds 1961 wordt hij officieel niet meer als paus geteld, omdat hij eigenlijk niet echt paus is geweest.
Gevolg hiervan is dat de nummering van de opvolgers met dezelfde naam moet worden aangepast.
Om verwarring te vermijden worden ze steeds vermeld met het oude nummer tussen haakjes.
Zo wordt Stefanus III thans aangeduid als Paus Stefanus II (III), waarbij het Romeinse volgnummer III tussen haakjes het oude nummer aangeeft.